# برگیزل

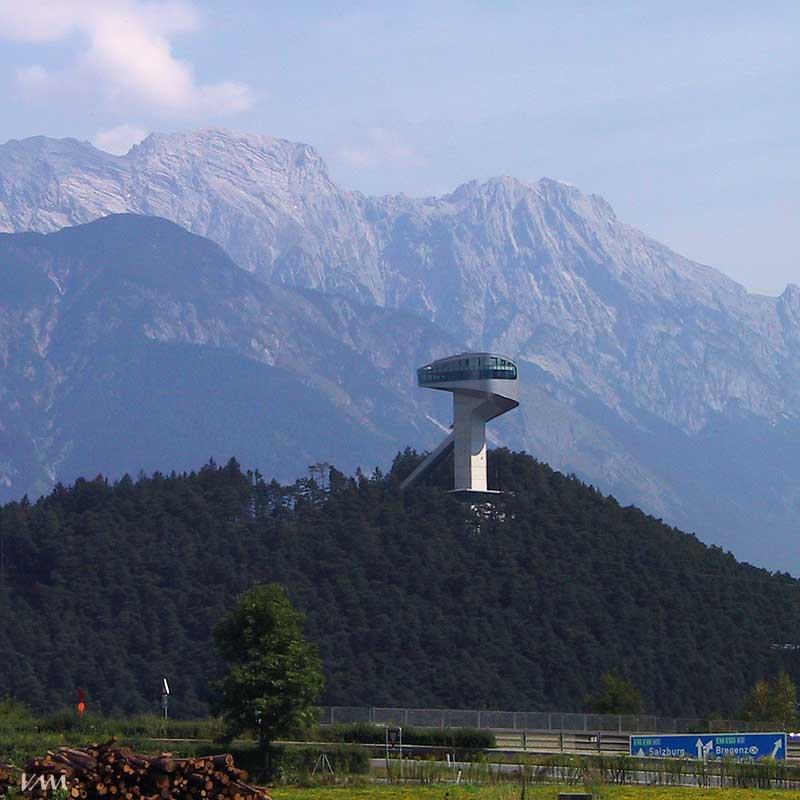
نمایی از برگیسل از جاده راه برنر، اوت ۲۰۰۴

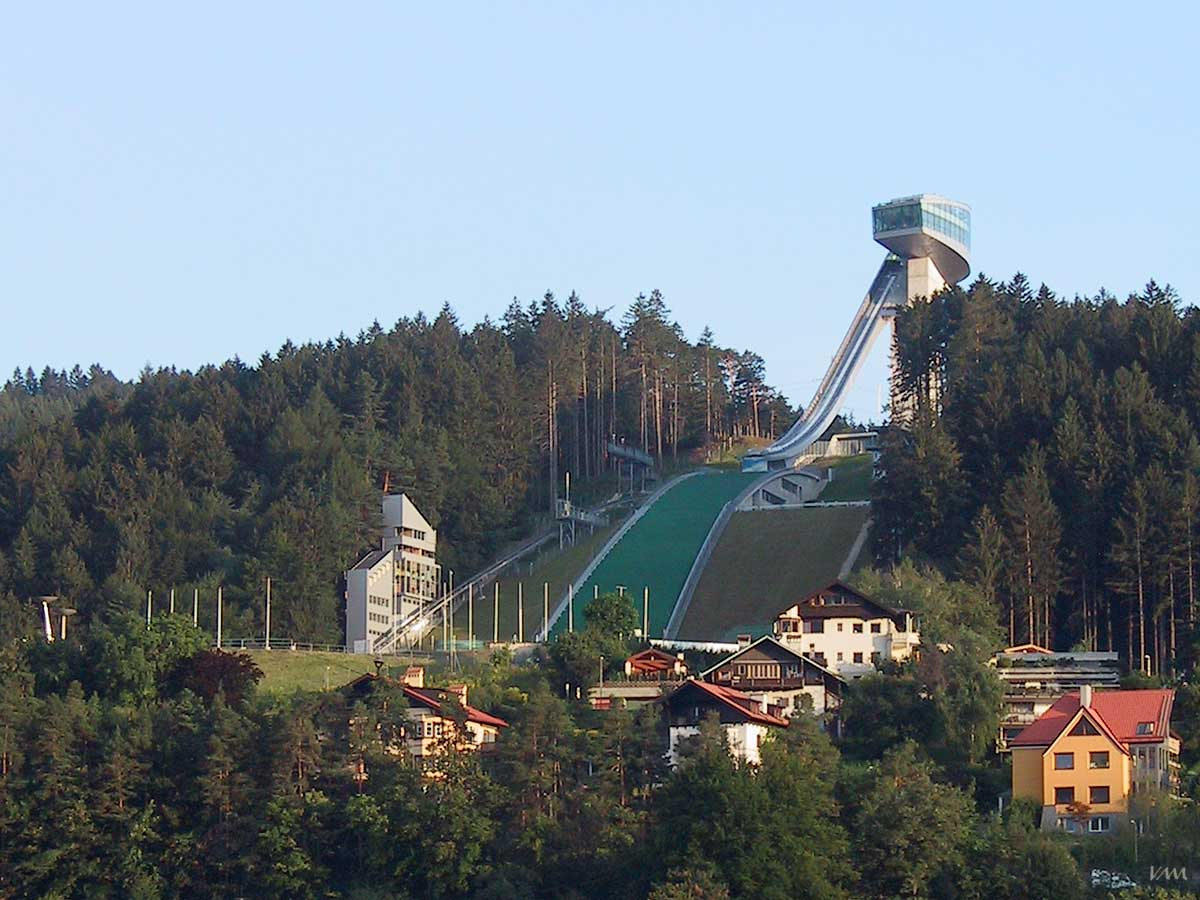
نمایی از برگیسل از سمت شمال، اوت ۲۰۰۴

برگیزل تپه ای است (۷۴۶ متر) که در جنوب اینسبروک اتریش در منطقه ویلتن واقع شده است، جایی که رود سیل به دره رود این می‌رسد. 
بخش اول کلمه، برگ از نظر ریشه شناسی از کلمه آلمانی Berg با معنی کوه نیست. نام معاصر برگیزل برگرفته از کلمه پیش رومی burgusinus (موقعیت مرتفع) است که پس از آن از طریق اصطلاحات عامیانه تغییر یافته و باعث بروز املای گاه به گاه Berg Isel یا معادل انگلیسی آن Mount Isel شده‌است.
از جمله کاربردهای اولیه آن به عنوان یک منطقه سکونت در عصر آهن بوده است. در سال ۱۸۰۹، برگیزل محل چهار نبرد از برگیزل به فرماندهی جنگنده آزادی آندریاس هوفر بود . در سال ۱۸۹۲، بنای یادبود آندریاس هوفر به منظور بزرگداشت نبردها برپا شد. 
از سال ۱۹۵۲، اینسبروک میزبان یک بخش از مسابقات چهارتپه بوده است . بنای پرش با اسکی برگیزل برای بازی های المپیک زمستانی ۱۹۶۴ از بتون ساخته شد تا جایگزین یک رمپ قدیمی و کوچکتر شود که همچنین برای بازی های المپیک زمستانی ۱۹۷۶ مورد استفاده قرار گرفت. در سال ۲۰۰۳ یک رمپ جدید که توسط معمار زاها حدید طراحی شده بود، افتتاح شد، زیرا آن رمپ قدیمی دیگر مطابق با الزامات معاصر پرش اسکی نبود . 
تا قبل از یک تصادف وحشتناک، که منجر به کشته شدن چند نفر شد ، استادیوم برگیزل همچنین محل برگزاری یک جشنواره اسنوبرد معروف بود. راه آهن برنر و اتوبان برنر هم تونل هایی در زیر برگیزل دارند. سیل جورج، یک مکان تفریحی، در پایین آن واقع شده است. برای رسیدن به برگیزل، از اینسبروک می‌توان توسط راه آهن دره استوبای به برگیزل رسید؛ همچنین با تراموا ۱ ، در ایستگاه برگیزل، می توانید به این مکان برسید. 